# Solaris Center
Solaris Center – wielofunkcyjny obiekt handlowo-rozrywkowy. Działa tu 86 sklepów, restauracji i punktów usługowych. Zlokalizowany jest w ścisłym centrum Opola, przy placu Kopernika. Sąsiaduje m.in. z Uniwersytetem Opolskim i zakładem EnergiaPro SA.

## Historia
Autorem projektu jest grupa JSK Architekci, a inwestorem Irlandzka Grupa Inwestycyjna, natomiast generalnym wykonawcą spółka BEG Ingeniere Polska. Zarządcą budynku została firma HSG Facility Management Polska (dawne Vertano Real Estate). Galeria powstała na miejscu niedokończonego centrum Copernicus Center, którego rozbiórka kosztowała 2,5 miliona złotych. Wstępne prace wyburzeniowe rozpoczęły się 1 marca 2007 i były prowadzone przez Przedsiębiorstwo Budownictwa Inżynieryjnego „Trans-Ziem”. W miejscu obecnie stojącego kompleksu istniał niegdyś browar. Wartość nowej inwestycji to ok. 50 mln euro. Ceremonia wmurowania kamienia węgielnego odbyła się 28 listopada 2007. Otwarcie dla klientów nastąpiło 4 marca 2009 r. o 9.00.